# Olympische Jugend-Winterspiele 2024/Teilnehmer (Estland)
| Gelbes Symbol für Goldmedaillen mit stilisierten Olympischen Ringen | Graues Symbol für Silbermedaillen mit stilisierten Olympischen Ringen | Braundes Symbol für Bronzemedaillen mit stilisierten Olympischen Ringen |
| ------------------------------------------------------------------- | --------------------------------------------------------------------- | ----------------------------------------------------------------------- |
| —                                                                   | —                                                                     | —                                                                       |

Estland nahm mit 25 Athleten (14 Frauen, 11 Männer) an den Olympischen Jugend-Winterspielen 2024 in der südkoreanischen Provinz Gangwon teil.

## Teilnehmer nach Sportart

### Biathlon
| Athleten                                                   | Wettbewerbe                           | Zeit        | Fehler          | Rang |
| ---------------------------------------------------------- | ------------------------------------- | ----------- | --------------- | ---- |
| Frauen                                                     |                                       |             |                 |      |
| Kätrin Kärsna                                              | 6 km Sprint                           | 24:11,2 min | 4 (3+1)         | 46   |
| Kätrin Kärsna                                              | 10 km Einzel                          | 46:57,3 min | 8 (2+3+0+3)     | 68   |
| Laureen Simberg                                            | 6 km Sprint                           | 24:45,3 min | 4 (1+3)         | 53   |
| Laureen Simberg                                            | 10 km Einzel                          | 44:43,9 min | 4 (1+0+1+2)     | 54   |
| Anlourdees Veerpalu                                        | 6 km Sprint                           | 25:33,4 min | 7 (4+3)         | 64   |
| Anlourdees Veerpalu                                        | 10 km Einzel                          | 42:53,1 min | 6 (1+0+3+2)     | 29   |
| Männer                                                     |                                       |             |                 |      |
| Oskar Orupõld                                              | 7,5 km Sprint                         | 25:30,2 min | 4 (2+2)         | 66   |
| Oskar Orupõld                                              | 12,5 km Einzel                        | 51:53,3 min | 9 (1+5+3+0)     | 71   |
| Frederik Välbe                                             | 7,5 km Sprint                         | 23:58,9 min | 3 (1+2)         | 32   |
| Frederik Välbe                                             | 12,5 km Einzel                        | 44:21,0 min | 2 (1+1+0+0)     | 12   |
| Daniel Varikov                                             | 7,5 km Sprint                         | 24:49,9 min | 4 (2+2)         | 54   |
| Daniel Varikov                                             | 12,5 km Einzel                        | DNS         | DNS             | DNS  |
| Mixed                                                      |                                       |             |                 |      |
| Anlourdees Veerpalu Frederik Välbe                         | Single-Mixed-Staffel (6 km + 7,5 km)  | 46:53,4 min | 0+9 (0+3 0+6)   | 7    |
| Laureen Simberg Kätrin Kärsna Oskar Orupõld Daniel Varikov | Mixed-Staffel (2 × 6 km + 2 × 7,5 km) | 1:24:52,7 h | 4+14 (0+4 4+10) | 12   |

### Eiskunstlauf
| Athleten        | Wettbewerb | Kurzprogramm/-tanz | Kurzprogramm/-tanz | Kür/Kürtanz | Kür/Kürtanz | Gesamt | Gesamt |
| Athleten        | Wettbewerb | Punkte             | Rang               | Punkte      | Rang        | Punkte | Rang   |
| --------------- | ---------- | ------------------ | ------------------ | ----------- | ----------- | ------ | ------ |
| Frauen          |            |                    |                    |             |             |        |        |
| Maria Kaljuvere | Einzel     | 56,52              | 8                  | 93,39       | 13          | 149,91 | 13     |
| Männer          |            |                    |                    |             |             |        |        |
| Jegor Martšenko | Einzel     | 47,89              | 18                 | 87,58       | 18          | 135,47 | 18     |

### Eisschnelllauf
| Athleten     | Wettbewerb | Zeit        | Rang |
| ------------ | ---------- | ----------- | ---- |
| Frauen       |            |             |      |
| Saskia Kütt  | 500 m      | 43,86 s     | 28   |
| Saskia Kütt  | 1500 m     | 2:25,30 min | 30   |
| Männer       |            |             |      |
| Sten Talumaa | 500 m      | 39,98 s     | 23   |
| Sten Talumaa | 1500 m     | 2:09,09 min | 28   |

| Athleten     | Wettbewerb  | Halbfinale  | Halbfinale | Finale        | Finale        | Rang |
| Athleten     | Wettbewerb  | Zeit        | Rang       | Zeit          | Rang          | Rang |
| ------------ | ----------- | ----------- | ---------- | ------------- | ------------- | ---- |
| Frauen       |             |             |            |               |               |      |
| Saskia Kütt  | Massenstart | 6:12,33 min | 15         | ausgeschieden | ausgeschieden | 24   |
| Männer       |             |             |            |               |               |      |
| Sten Talumaa | Massenstart | DSQ         | DSQ        | ausgeschieden | ausgeschieden | DSQ  |

### Freestyle-Skiing
| Athleten           | Wettbewerbe | Qualifikation | Qualifikation | Finale        | Finale        | Rang |
| Athleten           | Wettbewerbe | Punkte        | Rang          | Punkte        | Rang          | Rang |
| ------------------ | ----------- | ------------- | ------------- | ------------- | ------------- | ---- |
| Frauen             |             |               |               |               |               |      |
| Grete-Mia Meentalo | Big Air     | 11,75         | 14            | ausgeschieden | ausgeschieden | 14   |
| Grete-Mia Meentalo | Halfpipe    | 60,25         | 5             | 55,50         | 5             | 5    |
| Mirjam Revjagin    | Slopestyle  | 45,75         | 13            | ausgeschieden | ausgeschieden | 13   |
| Mirjam Revjagin    | Big Air     | 60,00         | 12            | ausgeschieden | ausgeschieden | 12   |

### Nordische Kombination
| Athleten       | Wettbewerb                     | Skispringen | Skispringen | Skispringen | Langlauf    | Langlauf | Rang |
| Athleten       | Wettbewerb                     | Weite       | Punkte      | Rang        | Zeit        | Rang     | Rang |
| -------------- | ------------------------------ | ----------- | ----------- | ----------- | ----------- | -------- | ---- |
| Männer         |                                |             |             |             |             |          |      |
| Karel Pastarus | Gundersen Normalschanze / 6 km | 90,5 m      | 101,2       | 18          | 17:23,7 min | 23       | 23   |
| Fred Gustavson | Gundersen Normalschanze / 6 km | 77,5 m      | 62,6        | 28          | 19:49,5 min | 30       | 30   |

### Ski Alpin
| Athleten         | Wettbewerb         | Lauf 1      | Lauf 1 | Lauf 2  | Lauf 2 | Gesamt      | Gesamt |
| Athleten         | Wettbewerb         | Zeit        | Rang   | Zeit    | Rang   | Zeit        | Rang   |
| ---------------- | ------------------ | ----------- | ------ | ------- | ------ | ----------- | ------ |
| Frauen           |                    |             |        |         |        |             |        |
| Emma Tammemägi   | Super-G            | —           | —      | —       | —      | 58,70 s     | 41     |
| Emma Tammemägi   | Alpine Kombination | 1:00,73 min | 42     | DNF     | DNF    | DNF         | DNF    |
| Emma Tammemägi   | Riesenslalom       | DNF         | DNF    | DNF     | DNF    | DNF         | DNF    |
| Hanna Gret Teder | Riesenslalom       | 54,99 s     | 28     | 55,88 s | 19     | 1:49,87 min | 22     |
| Hanna Gret Teder | Slalom             | 56,33 s     | 40     | 55,99 s | 34     | 1:52,32 min | 32     |
| Männer           |                    |             |        |         |        |             |        |
| Markus Mesila    | Super-G            | —           | —      | —       | —      | 57,55 s     | 39     |
| Markus Mesila    | Alpine Kombination | DNF         | DNF    | DNF     | DNF    | DNF         | DNF    |
| Markus Mesila    | Riesenslalom       | 53,86 s     | 47     | DNF     | DNF    | DNF         | DNF    |

### Skilanglauf
| Athleten                                                    | Wettbewerb       | Zeit        | Rang |
| ----------------------------------------------------------- | ---------------- | ----------- | ---- |
| Frauen                                                      |                  |             |      |
| Gerda Kivil                                                 | 7,5 km klassisch | 23:05,7 min | 10   |
| Herta Rajas                                                 | 7,5 km klassisch | 24:15,5 min | 28   |
| Männer                                                      |                  |             |      |
| Toni Andree Saarepuu                                        | 7,5 km klassisch | 21:21,5 min | 30   |
| Daniel Varikov                                              | 7,5 km klassisch | 20:39,4 min | 14   |
| Mixed                                                       |                  |             |      |
| Gerda Kivil Toni Andree Saarepuu Herta Rajas Daniel Varikov | 4 × 5 km Staffel | 55:22,4 min | 9    |

| Athleten             | Wettbewerbe     | Qualifikation | Qualifikation | Viertelfinale | Viertelfinale | Halbfinale    | Halbfinale    | Finale        | Finale        | Rang |
| Athleten             | Wettbewerbe     | Zeit          | Rang          | Zeit          | Rang          | Zeit          | Rang          | Zeit          | Rang          | Rang |
| -------------------- | --------------- | ------------- | ------------- | ------------- | ------------- | ------------- | ------------- | ------------- | ------------- | ---- |
| Frauen               |                 |               |               |               |               |               |               |               |               |      |
| Gerda Kivil          | Sprint Freistil | 3:35,89 min   | 07            | 3:40,49 min   | 3             | ausgeschieden | ausgeschieden | ausgeschieden | ausgeschieden | 13   |
| Herta Rajas          | Sprint Freistil | 3:41,70 min   | 20            | 3:41,44 min   | 3             | ausgeschieden | ausgeschieden | ausgeschieden | ausgeschieden | 15   |
| Männer               |                 |               |               |               |               |               |               |               |               |      |
| Toni Andree Saarepuu | Sprint Freistil | 3:23,49 min   | 48            | ausgeschieden | ausgeschieden | ausgeschieden | ausgeschieden | ausgeschieden | ausgeschieden | 47   |
| Daniel Varikov       | Sprint Freistil | 3:31,71 min   | 57            | ausgeschieden | ausgeschieden | ausgeschieden | ausgeschieden | ausgeschieden | ausgeschieden | 56   |

### Skispringen
| Athleten     | Wettbewerb    | 1. Durchgang | 1. Durchgang | 1. Durchgang | 2. Durchgang | 2. Durchgang | 2. Durchgang | Gesamt | Gesamt |
| Athleten     | Wettbewerb    | Weite        | Punkte       | Rang         | Weite        | Punkte       | Rang         | Punkte | Rang   |
| ------------ | ------------- | ------------ | ------------ | ------------ | ------------ | ------------ | ------------ | ------ | ------ |
| Männer       |               |              |              |              |              |              |              |        |        |
| Kaimar Vagul | Normalschanze | 99,5 m       | 102,9        | 5            | 102,5 m      | 105,8        | 2            | 208,7  | 5      |

### Snowboard
| Athleten             | Wettbewerb | Qualifikation | Qualifikation | Finale        | Finale        | Rang |
| Athleten             | Wettbewerb | Punkte        | Rang          | Punkte        | Rang          | Rang |
| -------------------- | ---------- | ------------- | ------------- | ------------- | ------------- | ---- |
| Frauen               |            |               |               |               |               |      |
| Laura Anga           | Slopestyle | 36,00         | 13            | ausgeschieden | ausgeschieden | 13   |
| Laura Anga           | Big Air    | 58,25         | 13            | ausgeschieden | ausgeschieden | 13   |
| Triinu Marta Oiderma | Slopestyle | 28,50         | 16            | ausgeschieden | ausgeschieden | 16   |
| Triinu Marta Oiderma | Big Air    | 52,75         | 14            | ausgeschieden | ausgeschieden | 14   |

| Athleten       | Wettbewerbe    | Vorrunde | Halbfinale    | Finale/Kleines Finale | Rang |
| Athleten       | Wettbewerbe    | Rang     | Rang          | Rang                  | Rang |
| -------------- | -------------- | -------- | ------------- | --------------------- | ---- |
| Frauen         |                |          |               |                       |      |
| Mai Brit Teder | Snowboardcross | 10       | ausgeschieden | ausgeschieden         | 19   |